# Ida av Formbach-Ratelnberg
Ida av Formbach-Ratelnberg eller Ida av Cham, född cirka 1060, död okänt år (möjligen i september 1101), var en markgrevinna av Österrike, gift med Leopold II av Österrike. Hon var en av de kvinnor som deltog i korstågen mot den muslimska världen. 

## Biografi
Ida av Formbach-Ratelnberg föddes troligen runt 1060 i staden Cham i Oberpfalz i Bayern. Hon var dotter till greve Ratpoto IV av Cham (1034–1076), greve av Formbach-Ratelnberg, och Mathilde av Kastl (födsel och död okänd). Det finns inga uppgifter om hennes uppväxt eller eventuella syskon. Hon trolovades med Leopold II av Österrike (ca 1055–1096) vid fem års ålder 1065. Ida beskrivs som en stor skönhet. Hon blev änka år 1095.
Ida av Formbach-Ratelnberg deltog i Korståget 1101. Hon for med sin armé till Wien där hon förenades med bland andra Thiemo av Salzburg och Wilhelm av Bayern för att, som det hette, ta korset och åka iväg till Mellanöstern för att befria det heliga landet. I september 1101 överfölls korståget av turkiska seldjuker under sultan Kilij Arslan Ivid av Rum vid Heraclea (Erecli). Ekkehard av Aura påstod att Ida dog vid överfallet, men ryktet sade att hon i själva verket hade tillfångatagits och förts till ett harem. Legenden hävdade att hon blev mor till Zangi av Mosul, men detta är kronologiskt omöjligt. Den seldjukiske sultanen Kilij Arslan II av Rum hävdade dock vid ett möte med Henrik Lejonet år 1172 att de var blodssläktingar genom en västerländsk kvinna.

## Barn
Ida av Formbach-Ratelnberg var mor till följande barn:
1. Gerberge el. Helbirg av Österrike. Ca 1075–1142.
2. Adelheid av Österrike. Född 1078. Död samma år.
3. Jutte av Österrike. Född ca 1082. Död okänd.
4. Leopold III. Markgreve av Österrike. Född ca 1084. Död 15 november 1136.
5. Eufemie av Österrike. Född ca 1086. Död samma år.
6. Sofie av Österrike. Född ca 1088. Död 2 maj 1154.
7. Ida av Österrike. Född ca 1076. Död 14 april 1115.
8. Elisabeth av Österrike. Född ca 1080. Död 10 oktober 1107 el. 1111.